# Costa del Molar
La Costa del Molar és una costa de muntanya del terme municipal de Castellcir, a la comarca del Moianès.
És en el sector meridional del terme de Castellcir, al sud-oest de la masia de Can Sants. És, de fet, el contrafort nord-est del Grony del Vilardell. Està situada a la dreta de la Riera de Castellcir, a ponent del Molí del Mig i del Molí Nou, al nord-est dels Camps de Can Sants.
La Costa del Molar és l'accident orogràfic que separa la masia de Can Sants dels seus camps, acabats d'esmentar.

## Etimologia
En tractar-se d'un nom compost, cal analitzar cadascun dels seus components per separat. Costa és un mot romànic procedent de la paraula llatina amb la mateixa forma i significat: vessant de muntanya. D'altra banda, Joan Coromines explica que Molar és un mot romànic procedent del llatí mola, que també té la mateixa forma i significat que la paraula catalana que en deriva, amb el sufix -are, de valor col·lectiu; es refereix al lloc d'on procedien les moles fetes servir en els propers molins de la riera de Castellcir.